# Frances McPhun

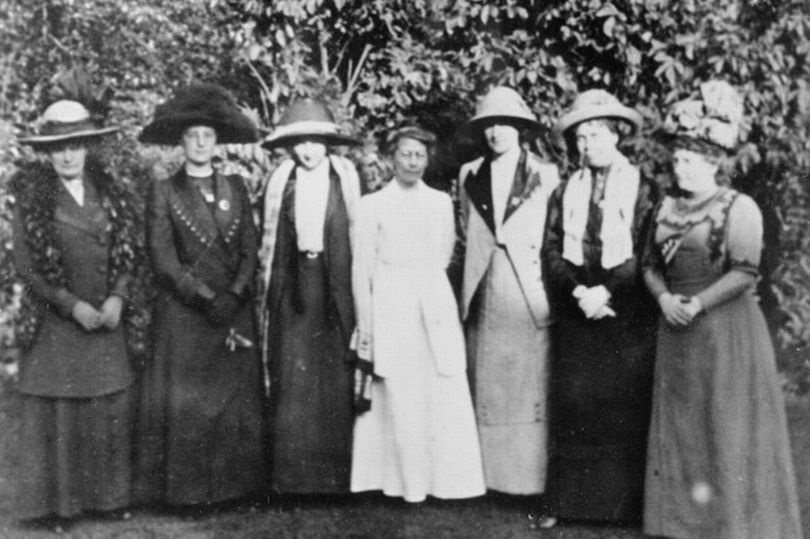
Helen Crawfurd, Janet Barrowman, Margaret McPhun, Mrs A.A. Wilson, Frances McPhun, Nancy A. John and Annie Swan.

Frances Mary McPhun (1880 - 1940) era una sufragista escocesa que sirvió dos meses en la prisión de Holloway, y había organizado eventos y procesiones por el sufragio femenino en Edimburgo.

## Biografía
Frances Mary McPhun nació en Glasgow en 1880. Estudió en la Universidad de Glasgow, donde se graduó con una maestría, y ganó premios en economía política, filosofía moral y literatura inglesa. Junto con su hermana Margaret McPhun se unieron a la Unión Social y Política de las Mujeres (WSPU). Organizó un desfile de mujeres escocesas famosas para una marcha de sufragio femenino en Edimburgo en octubre de 1909. Fue secretaria de organización honoraria de la Exposición del Sufragio escocés en 1910, y fue secretaria honoraria de la sucursal de Glasgow de la WSPU en 1911-1912. Ella y su hermana estuvieron entre las docenas de encarceladas por romper ventanas de oficinas gubernamentales en marzo de 1912. Sirvió dos meses de trabajos forzados en Holloway. Las hermanas usaron el nombre «Campbell» para ocultar sus antecedentes cuando fueron arrestadas. Cuando fueron liberadas de la prisión de Holloway después de dos meses les dieron Hunger Strike Medals «por Valor» de la WSPU para registrar sus huelgas de hambre, aunque las hermanas habían acordado que elegirían beber de una taza para evitar ser alimentadas a la fuerza a través de un tubo nasal. Ella fue muy activa en las campañas electorales en el oeste de Escocia. Frances McPhun murió en 1940 en Glasgow.